# Le Ryveld
Le Ryveld is een gehucht in de  Franse gemeente Steenvoorde in het Noorderdepartement.

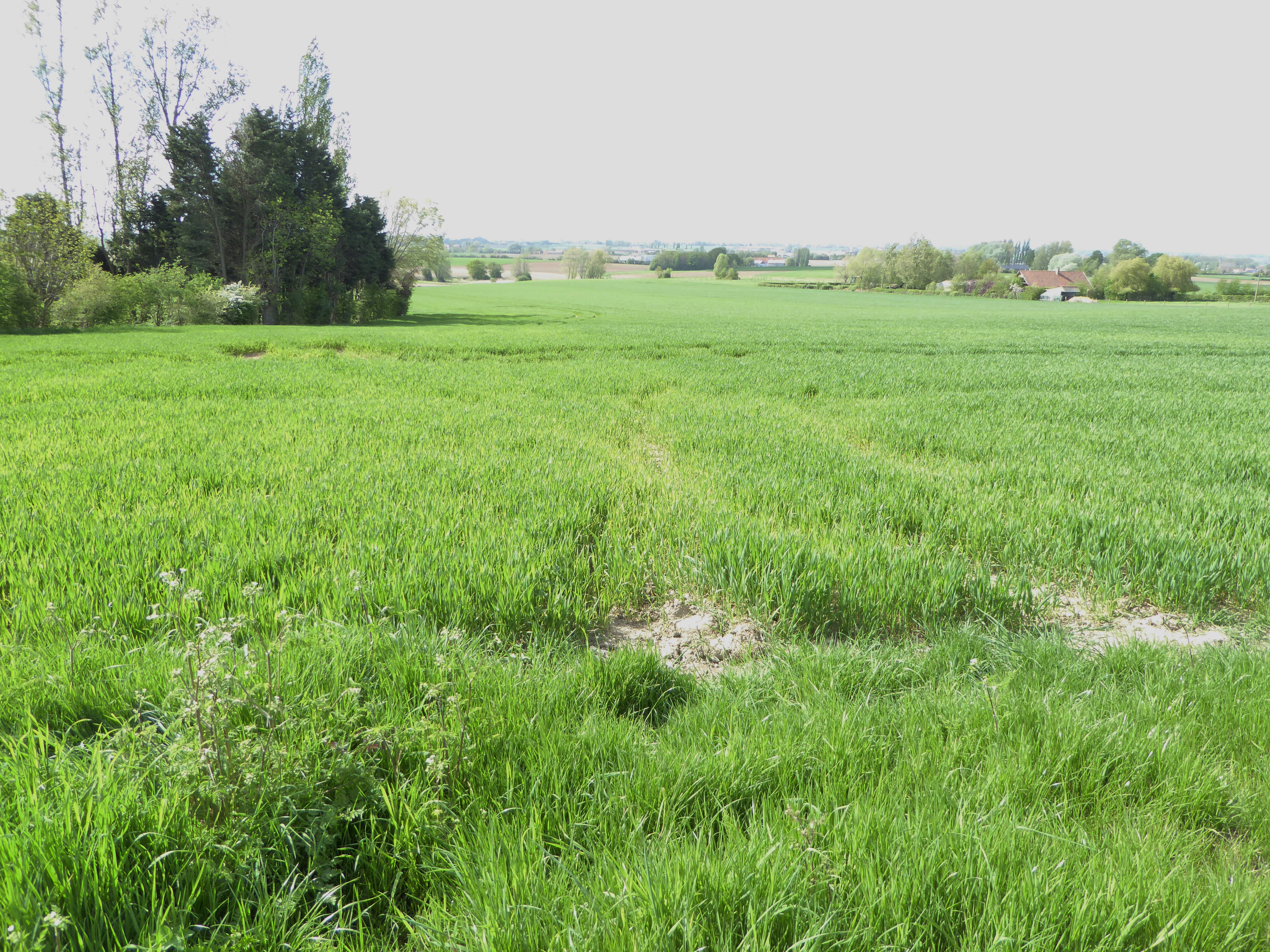
Landschap vanaf de Rue des Frères Patteyn

Het gehucht ligt in het westen van de gemeente, 4 km ten westen van het dorpscentrum van Steenvoorde. Het ligt daarmee dichter bij de dorpscentra van Winnezele (2,5 km ten noordoosten), Oudezele (2 km ten noordwesten) en Terdegem (2,5 km ten zuiden) en Kassel (3,5 km ten zuidwesten).

## Geschiedenis
Op de 19de-eeuwse Carte de l'état-major is het landelijk gebied aangeduid met de naam le Ryvelt.
Het gehucht, op zo'n 7 km van de Belgische grens was in het begin van de 20ste eeuw bekend voor smokkelactiviteiten. In de 20ste eeuw groeide het afgelegen gehucht uit en men besloot hier een kapel op te richten, de Chapelle Sainte-Rita. De bouw startte in 1952 en de kapel werd ingewijd in 1953.

## Bezienswaardigheden

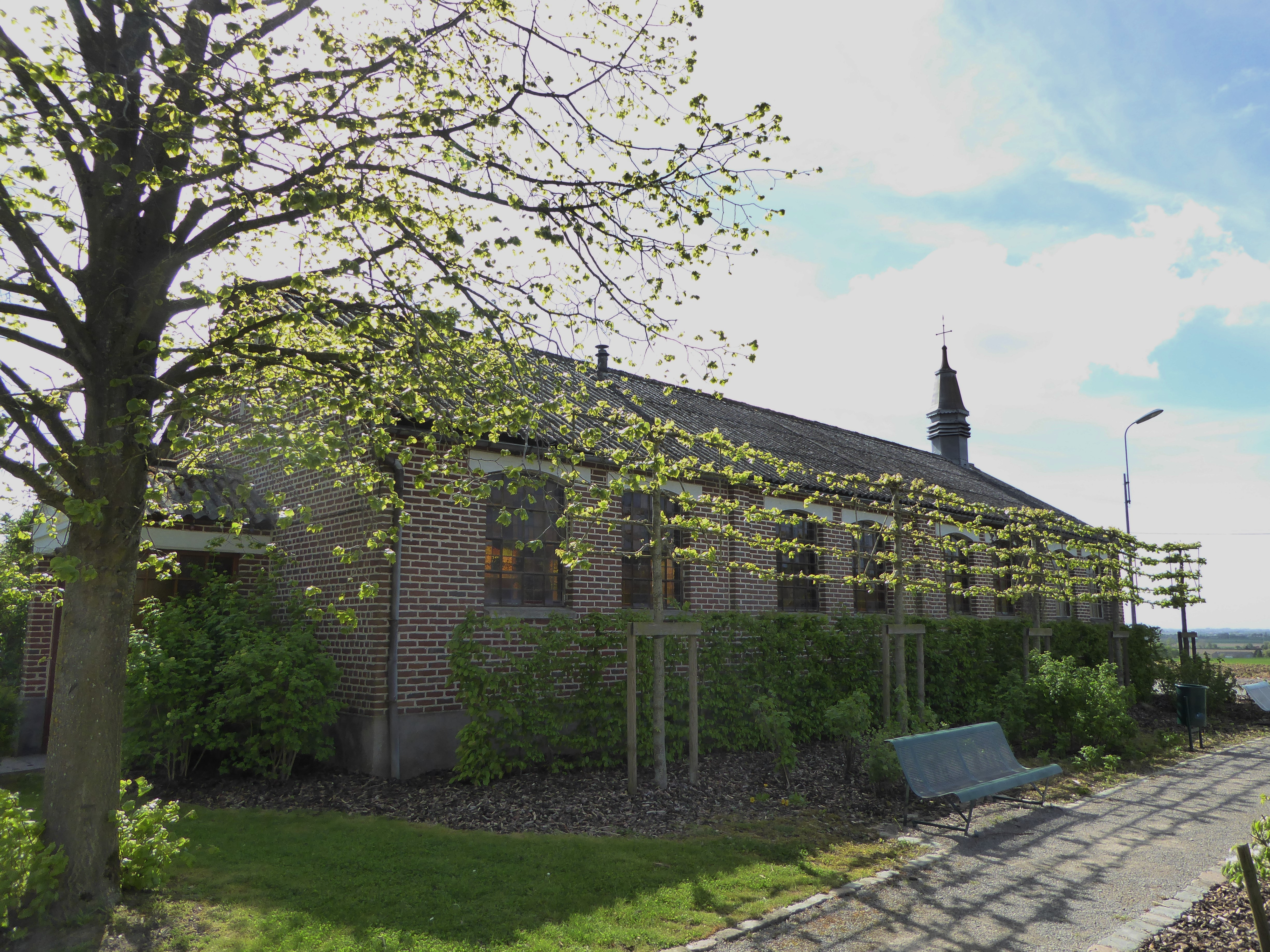

- De Chapelle Sainte-Rita

## Cultuur
- Le Ryveld heeft een eigen processiereus, Rosalie[3]
- Jaarlijks wordt in de kapel een noveen gehouden, de Neuvaine à Sainte-Rita